# منتخب أذربيجان لكرة الطائرة للرجال
منتخب أذربيجان الوطني لكرة الطائرة للرجال هو ممثل أذربيجان الرسمي في المنافسات الدولية في كرة طائرة في فئة كرة الطائرة للرجال.